# Benedetta Cappa
Benedetta, geboren als Benedetta Cappa, vanaf 1923 Benedetta Marinetti geheten (Rome, 14 augustus 1897 – Venetië, 15 mei 1977), was een Italiaans schilderes en schrijfster van het futurisme.

## Levensloop
Benedetta Cappa begon al op jonge leeftijd met het schrijven van gedichten en het maken van schilderijen. Nadat ze in Rome de normaalschool bezocht had, haalde ze op 13 juli 1917 de lerarenakte basisonderwijs aan de Universiteit van Rome. Om haar schildervaardigheid te ontwikkelen, bezocht ze regelmatig het atelier van de futuristische schilder Giacomo Balla in Rome. Hier ontmoette ze in 1918 de voorman van het futurisme, de dichter Filippo Marinetti. In 1920 maakte ze samen met Marinetti het werk Sudan-Parigi (Soedan-Parijs), dat bestaat uit allerlei soorten materialen, zoals kurk, textiel en zelfs een nootmuskaatrasp. Cappa en Marinetti maakten een serie van dit soort "tactiele schilderijen", dat begeleid werd door het manifest Il tattilismo (Het tactilisme), gedateerd 11 januari 1921.

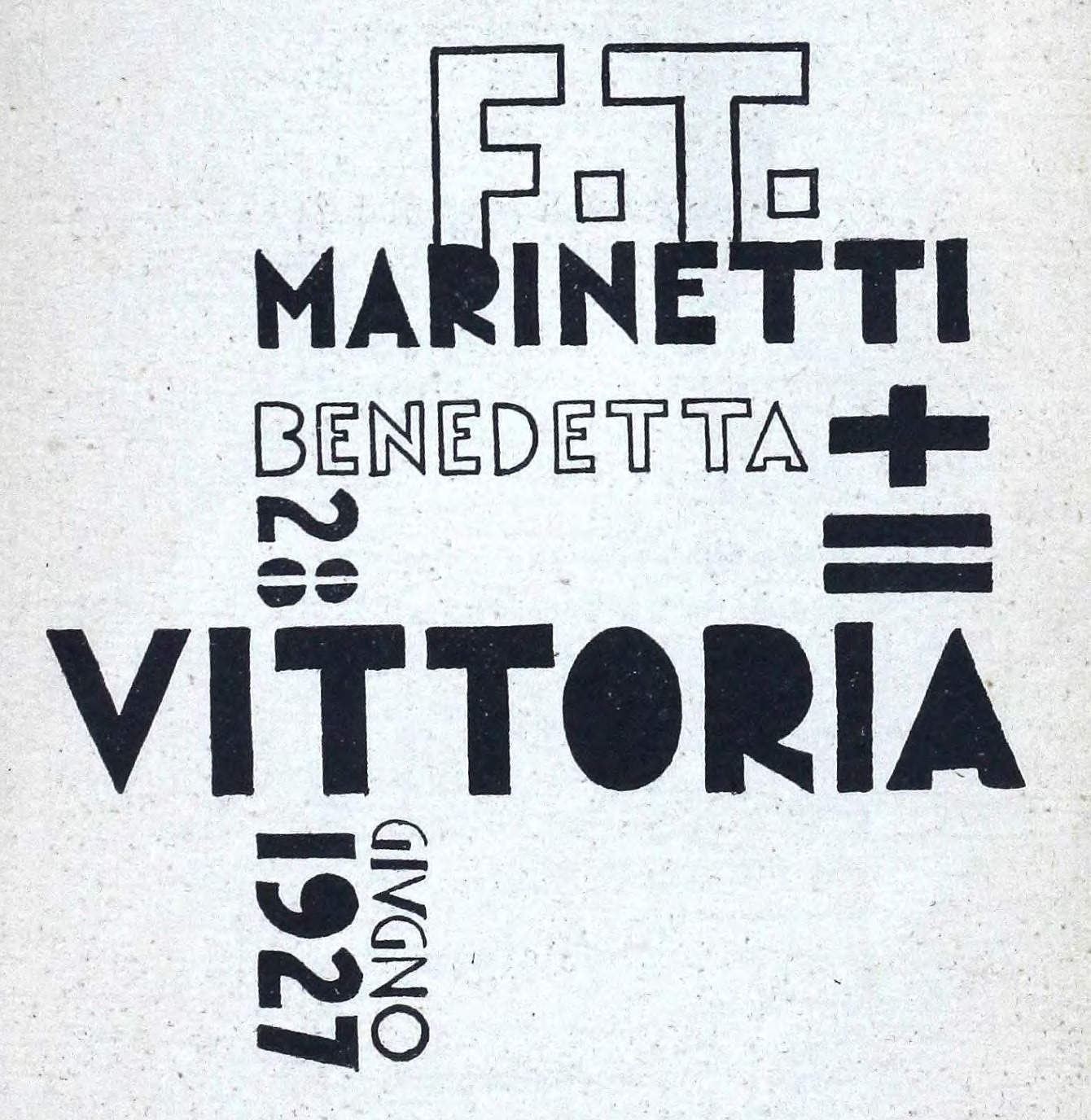
Marinetti + Benedetta = Vittoria. Afkomstig uit Scatole d'amore in conserva (1927).

In 1923 trouwde Cappa met Marinetti en vestigde zich in Milaan. Samen kregen ze drie dochters: Vittoria, Ala en Luce. Vanaf 1924 gebruikte ze de "artiestennaam" Benedetta voor haar publicaties en schilderijen. Als schrijfster publiceerde ze onder meer Le forze umane: romanzo astratto con sintesi grafiche (Menselijke krachten: abstracte roman met grafische synthese). Dit werk is geheel geschreven in de geest van het futurisme met staccato woordgebruik, werkwoorden in onbepaalde wijs en het samenvoegen van zelfstandig en bijvoeglijk naamwoorden. Het boek werd in 1924 door haar man gepresenteerd in de Sorbonne in Parijs met lovende woorden voor de auteur.
Benedetta's schilderij Velocità di motoscafo (Snelheid van een motorboot) uit hetzelfde jaar werd op tal van tentoonstellingen getoond, waaronder de Biënnale van Venetië van 1926. In november 1924 nam ze deel aan het Eerste Nationale Futuristische Congres in Milaan, waar ze een lezing hield, die op 11 februari 1925 gepubliceerd werd in het tijdschrift Futurismo. Hierin stelt ze dat de futuristische schilder traditionele materialen moet vervangen door een veelvoud aan materialen, die zowel visueel als tactiel van elkaar te onderscheiden zijn en die relaties met elkaar aangaan, zoals kleur en textuur, vorm en gewicht, hitte en emotie.
In 1925 verhuisde ze met Marinetti naar Rome. Van mei tot juni 1926 bracht ze samen met Marinetti een officieel bezoek aan Zuid-Amerika, waar ze de steden Rio de Janeiro, São Paulo, Montevideo en Buenos Aires aandeed. Tijdens deze reis maakte ze talloze schetsen en schilderijen, waaronder Passerella della Dante nel porto carnevalesco di Rio. In 1927 nam ze deel aan de futuristische tentoonstelling in het Casa del Fascio in Bologna. Voor de tentoonstelling Trentaquattro pittori futuristi (34 futuristische schilders), die plaats vond in november 1927 in galerie Pesaro in Milaan, ondertekende ze samen met Fedele Azari, Fillìa en Marinetti het voorwoord in de catalogus.
Veel van haar indrukken in Zuid-Amerika verwerkte ze in 1927 in een serie decorontwerpen die ze in samenwerking met Enrico Prampolini maakte voor het toneelstuk Oceano del cuore (Oceaan van het hart) van Marinetti. Eerder ontwierp ze ook de decors van I prigionieri e l'amore (De gevangenen en de liefde), ook van Marinetti, dat in 1926 in première ging in Milaan. In de jaren 1928 en 1929 werden een aantal decorontwerpen omgezet in keramiek in de ateliers van Riccardo Gatti en Mario Ortolani in Faenza. Ook maakte ze schetsen voor het toneelstuk Simultanina van Marinetti, dat in 1931 opgevoerd werd in Gorizia en Triëst.
Op 22 september 1929 ondertekende Benedetta het Manifesto dell'aereopittura futurista (redactie: Filippo Marinetti en Mino Somenzi), dat gezien wordt als het eerste manifest van de tweede generatie futuristische kunstenaars. In de periode 1930-1932 nam ze deel aan verschillende tentoonstellingen waaronder tweemaal aan de Biënnale van Venetië en aan de tentoonstelling Aereopittura e pittura religiosa futurista in 1932 in Rome. In 1931 verscheen in Rome haar roman Il viaggio di Gararà: romanzo cosmico per teatro (Gararà's reis: kosmische roman voor het theater), waarvoor Franco Casavola de muziek schreef. Deze roman vertelt de strijd tussen de "burgerlijke logica" van Gararà met het "koninkrijk van de creatieve vrijheid", die uiteindelijk door Gararà verloren wordt. De Amerikaanse schrijver Ezra Pound schreef een recensie en bood Benedetta een positie aan als hoofdredactrice van een kunsttijdschrift gewijd aan de vrouw.

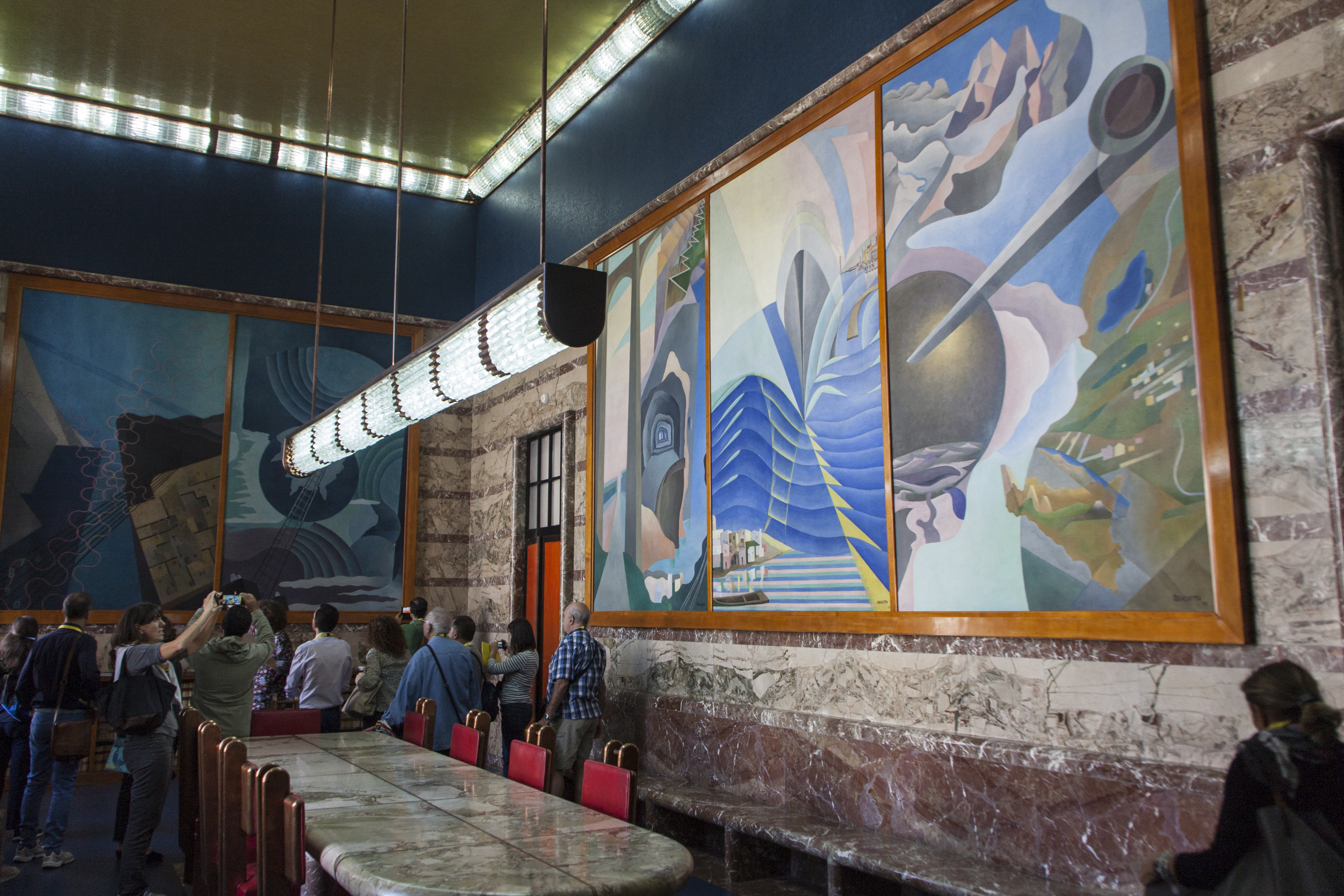
Interieur van het Palazzo delle Poste in Palermo

In 1931 nam Benedetta deel aan een expeditie naar de Etna georganiseerd door de ingenieur Emerico Vismara. Ook Prampolini was hierbij aanwezig om de gloed van de lava te bestuderen voor decorontwerpen van Marinetti's toneelstuk Vulcano. In 1932 nam ze deel aan de tentoonstelling Enrico Prampolini et les aëropeintres futuristes italiens in de Galerie de la Renaissance in Parijs. In 1934 ondertekende ze het manifest La plastica murale en nam ze deel aan de gelijknamige tentoonstelling in Genua. In oktober 1934 werd in Palermo een nieuw postkantoor in gebruik genomen met vijf grote schilderingen van Benedetta met voorstellingen van verschillende soorten communicatie: over land, over zee, door de lucht, via telegrafie en via de radio. Ook in 1934 werkte ze voor aardewerkfabriek Ceramiche Mazzotti in Albissola Marina aan de productie van futuristische keramiek.
Het laatste boek van Benedetta, Astra e il sottomarino, vita trasognata (Astra en de onderzeeër, een droomwereld), verscheen in 1935. Hierin beschrijft ze de voortdurende transitie tussen het dagelijks leven en de droomwereld aan de hand van twee figuren. In 1934 en 1936 nam ze nog deel aan de Biënnale van Venetië en in 1941 aan de III Mostra dei Sindacato nazionale fascista di belle arti (Derde tentoonstelling van de nationaal-fascistische bond voor schone kunsten) in Milaan. In 1936 was ze ook vertegenwoordigd in de tentoonstelling van "wandplastiek" in de Markten van Trajanus in Rome met een groot, veelkleurig raam getiteld Comunicazioni ferroviarie (Spoorwegen).
Na Marinetti's dood wijdde ze zich uitsluitend nog aan de verbreiding van het futurisme. Tijdens de driejarige herdenking van de dood van Marinetti publiceerde ze een omaggio aan Marinetti en zijn laatste gedicht, Quarto d'ora di poesia, musica di sentimenti. In 1950 werkte ze samen met Christian Zervos aan de catalogus van de tentoonstelling Futurismo & Pittura Metafisica in het Kunsthaus Zürich.
- Bibsys: 99063563
- Bibliothèque nationale de France: cb13560965r (data)
- CiNii: DA17548707
- Gemeinsame Normdatei: 119349639
- International Standard Name Identifier: 0000 0001 1475 539X
- Library of Congress Control Number: n89601988
- Nationale bibliotheek van Australië: 35229167
- Nederlandse Thesaurus van Auteursnamen: 111239834
- RKD-Nederlands Instituut voor Kunstgeschiedenis: 252965
- Istituto Centrale per il Catalogo Unico: RAVV068042
- Système universitaire de documentation: 052525236
- Trove: 873764
- Union List of Artist Names: 500125032
- Virtual International Authority File: 232907944